# .xxx
.xxx is een erkend gesponsord topleveldomein (sTLD) bedoeld als een vrijwillige optie voor seksueel expliciete sites op het internet. De naam is geïnspireerd door de voormalige "X"-rating van de MPAA en BBFC, gewoonlijk toegepast op pornografische films als "XXX".
Voor het domein gelden bijzondere beperkingen: aanvragers zullen vooraf worden gescreend en hun bestaande websites gecontroleerd om na te gaan of zij deel uitmaken van de adult entertainment-gemeenschap; ook na registratie kan deze worden aangevochten; bepaalde normen, zoals het niet leveren van diensten aan minderjarigen, moeten worden nageleefd. Daarnaast is een .xxx-domeinnaam vele malen duurder dan een domeinnaam met de extensie .com, .nl of .be. In mei 2013 werden de domeinen tijdelijk goedkoper aangeboden vanwege een rechtszaak over de prijs van een .xxx-domein.